# Smbat V Bagratouni
 (avril 2015).
Smbat V Bagratouni (en arménien Սմբատ Ե Բագրատունի) est un aspet et drongaire arménien de la famille des Bagratides.

## Biographie
Smbat V est le fils de Varaz-Tiroç II. Il épousa une fille de Manouel Arsakouni, descendant probable des rois arsacides d'Arménie et parent probable de l'empereur Constant II.
Son fils Achot II († 688) fut prince d'Arménie de 685 jusqu'à sa mort.
Il est également le père de Varaz-Tiroç III Bagratouni, tué par les Byzantins vers 670, dont le fils Smbat VI († 726) devint prince d'Arménie.